# Anochetus faurei
Anochetus faurei es una especie de hormiga carnívora del género Anochetus, categorizada en la tribu Ponerini, de la subfamilia Ponerinae. Fue descrita por Arnold en 1948.

## Distribución
Se distribuye por África: Sudáfrica.